# 6. Armee (Japanisches Kaiserreich)
Die 6. Armee (jap. 第6軍, Dai-roku-gun) war von 1939 bis 1945 ein Großverband des Kaiserlich Japanischen Heeres. Ihr Tsūshōgō-Code (militärischer Tarnname) war Schutz (守, Mamoru).

## Geschichte
Die 6. Armee wurde am 4. August 1939 unter dem Kommando von Generalleutnant Ogisu Rippei in der Mandschurei als Garnisonseinheit aufgestellt und unterstand der Kwantung-Armee. Sie bestand aus der 23. Division und der 8. Grenzschutz-Einheit und war im September 1939 maßgeblich an der Schlacht am Chalchin Gol beteiligt, in der sie hohe Verluste hinnehmen musste. Während der Kämpfe war ihr kurzfristig die 2. Division als strategische Reserve zugeteilt. Danach verblieb sie in der Mandschurei und diente als Ausbildungseinheit.
Gegen Ende des Krieges wurde die 6. Armee in Hangzhou in der Provinz Zhejiang aufgelöst.

## Oberbefehlshaber
|    | Name                           | Von              | Bis              |
| -- | ------------------------------ | ---------------- | ---------------- |
| 1. | Generalleutnant Ogisu Rippei   | 1. August 1939   | 6. November 1939 |
| 2. | Generalleutnant Yasui Tōji     | 6. November 1939 | 15. Oktober 1941 |
| 3. | General Kita Seiichi           | 15. Oktober 1941 | 1. März 1943     |
| 4. | Generalleutnant Ishiguro Teizō | 1. März 1943     | 7. Januar 1944   |
| 5. | Generalleutnant Sogawa Jirō    | 7. Januar 1944   | September 1945   |